# Christoffel van Brunswijk-Wolfenbüttel
Christoffel van Brunswijk-Wolfenbüttel bijgenaamd de Verkwister (1487 - Tangermünde, 22 januari 1558) was van 1502 tot aan zijn dood bisschop van Verden en van 1511 tot aan zijn dood aartsbisschop van Bremen. Hij behoorde tot het Middelste Huis Brunswijk.

## Levensloop
Christoffel was de tweede zoon van hertog Hendrik I van Brunswijk-Wolfenbüttel en diens echtgenote Catharina, dochter van hertog Erik II van Pommeren. 
Zijn vader hielp aartsbisschop Johan Rode van Wale van Bremen om zijn macht in het aartsbisdom door te zetten. In ruil hiervoor werd Christoffel in 1500 aangesteld tot coadjutor van Bremen. Op 11 juli 1502 werd hij eveneens verkozen tot bisschop van Verden. In 1511 volgde hij Johan Rode van Wale op als aartsbisschop van Bremen. 
Omdat Christoffel als bisschop zeer spilzuchtig was, plunderde hij in 1515 het klooster van Osterholz. Door zijn spilzuchtigheid veroorzaakte hij eveneens een hoge schuldenberg. Christoffel kon bovendien zijn geleende geld niet terugbetalen, waardoor in 1545 het klooster van Harsefeld overvallen werd.
Ook verwierf hij de bosrijke Wingst-bergketen, die daarvoor in bezit was van een neef van zijn voorganger Johan Rode van Wale. Onder het voorwendsel dat deze bergketen kerkelijk bezit was, probeerde hij de domeinen te verpanden aan zijn onwettige zoon Karsten Hillen. Dit leidde in 1544 tot de Rodese Vete, waarbij het bisdom Verden en het aartsbisschop Bremen werden verwoest.
Tijdens het bewind van Christoffel vond in Bremen en Verden de ontwikkeling van de Reformatie plaats, waar hij zich als strenge katholiek hevig tegen verzette. Ondanks zijn verzet bleef de ontwikkeling van de Reformatie zich verderzetten.
In januari 1558 stierf Christoffel. Zijn jongere broer George volgde hem op als bisschop van Verden en aartsbisschop van Bremen.
- Gemeinsame Normdatei: 136912990
- Virtual International Authority File: 81178314
- WorldCat: E39PBJbMbtGDWBXmp8jFfTJJjC